# Streptocerus speciosus
Streptocerus speciosus is een keversoort uit de familie vliegende herten (Lucanidae). De wetenschappelijke naam van de soort is voor het eerst geldig gepubliceerd in 1850 door Fairmaire.